# العارضة (شرس)

تعديل مصدري - تعديل

العارضة هي إحدى قرى عزلة شرس الاعلى بمديرية شرس التابعة لمحافظة حجة، بلغ تعداد سكانها 275 نسمة حسب تعداد اليمن لعام 2004.